# 平盛房
平 盛房（たいら の もりふさ）は、平安時代後期の武将。

## 経歴
仁平4年（1154年）従五位下で斎院司次官に任じた。